# Ellenabad
Ellenabad is een stad en gemeente in het district Sirsa van de Indiase staat Haryana. 

## Demografie
Volgens de Indiase volkstelling van 2001 wonen er 32.786 mensen in Ellenabad, waarvan 54% mannelijk en 46% vrouwelijk is. De plaats heeft een alfabetiseringsgraad van 57%. 